# Кіцера Олександр Омелянович
Олександр Омелянович Кіцера (нар. 24 лютого 1931 року в Луцьку (Волинь) — український медик і громадський діяч. Доктор медичних наук, професор. Дійсний член НТШ.

## Біографія
Олександр Кіцера виводить свій рід по лінії матері від литовсько-польських князів Вазгірдів гербу Одровонж. Його бабуся походила з княжого руського роду Святополків-Мирських, а дідусь був полковником інфантерії російської армії. Бабуся по лінії батька народилася на Турківщині, а дідусь — у Бібрецькому повіті на Львівщині. Батько Олександра Омеляновича був старшиною Української Галицької Армії, а мама, Юлія Кіцера, працювала секретаркою в Директорії Симона Петлюри. Вони познайомилися в Кам'янці-Подільському під час бойових дій. Доля повернула молоде подружжя Кіцерів до рідного краю, де вони знайшли працю в Ревізійному союзі українських кооператив у Львові. У 30-х роках Омелян Кіцера організовував кооперативний рух на Волині. Там і народився первісток — майбутній професор медицини.
Олександр Кіцера зберіг дуже теплі спогади про свою матір. Впевнений, що це завдяки їй він має потяг до красного письменства. «Мама мала хист до пера. Написала лібрето опери „Захар Беркут“, перекладала твори Івана Франка на російську мову, писала казки й оповідання для дітей, залишила по собі зошит зі спогадами про наше дитинство, — розповідає Олександр Омелянович, — а батькові, сотнику Омелянові Кіцері, пощастило бути особистим опікуном та охоронцем митрополита Андрея Шептицького під час його візиту до Української господарської академії в Подєбрадах. У 1921 році митрополит Андрей особисто інспектував навчальні заклади, в яких студіювали українські емігранти. Ексцеленцію цікавило все: рівень навчання, громадське життя, побутові умови й медичне обслуговування. Після цього візиту з коштів митрополита було закуплено й подаровано студентам та викладачам академії найсучасніше обладнання для стоматологічного кабінету і зубопротезної лабораторії.».
Символічно, що через якийсь час доля привела до владики Андрея і сина Кіцерів. Це була його єдина в житті коротка аудієнція перед вступом до першого класу Приватної коедукаційної школи з правами вселюдної школи імені Святого Йосафата у Львові. Благословення Митрополита — це і духовний спадок, і негаснучий світоч істини, добра, любові на життєвих стежках Олександра Кіцери.
Освіту здобував у школі Сестер Василіянок у Львові, Українській академічній гімназії та школі № 1 м. Львова. 1954 року закінчив лікувальний факультет Львівського державного медичного інституту з однорічною переддипломною спеціалізацією з оториноларингології. Післядипломне навчання проходив у клінічній ординатурі (1958—1960), аспірантурі (1963—1966) та на численних курсах і семінарах. Лікар-отоларинголог вищої кваліфікаційної категорії.
Працював отоларингологом в Любашівській та Бібрицькій районних лікарнях (1954—1958) та військовому шпиталі (1960—1963). Від 1966 року працював на кафедрі оториноларингології Львівського державного медичного інституту (зараз — університету) асистентом, доцентом (від 1979 року) і завідувачем кафедри (від 1981 року).
Член редакційних колегій низки наукових журналів, зокрема «Acta Medica Leopoliensia», «Central and East European Journal of Oto-Rhino-Laryngology and Head and Neck Surgery». Біографічні довідки вміщені в низці біографічних видань України, США та Великої Британії. Американським Біографічним Інститутом іменований «Людиною року 1997». Від 1985 року керував з українського боку науковою співпрацею з Медичною Академією в Бялостоку (Польща).
Окрім професійної праці, займався літературною та перекладацькою творчістю, журналістикою.

## Науковий доробок
Кандидатська дисертація «Роль ендоскопічних методів дослідження в діагностиці злоякісних новотворів дихальних шляхів» захищена 1966 року.
Докторська дисертація — «Діагностика і лікування розладів нюху при деяких хворобах верхніх дихальних шляхів» — 1975 року.
Автор 181 наукової праці, серед них:
- «Ендоскопія дихальних шляхів і стравоходу» (1976),
- «Практикум з отоларингології» (1981),
- «Лекції з отоларингології» (1991—1995),
- «Пропедевтика оториноларингології» (зі співавторами, 1993),
- «Клінічна оториноларингологія» (1996),
- «Ліки в оториноларингології».

Опублікував понад 250 друкованих праць, переважно з різних проблем оториноларингології, а також з історії медицини, біоетики та медичної деонтології, 8 авторських свідоцтв та понад 20 свідоцтв на раціоналізаторські пропозиції. Серед публікацій — три керівництва, три підручники з пропедевтики оториноларингології та клінічної оториноларингології, низка розділів до монографічних праць. Окремим розділом його праці є медична термінологія. На цю тему опубліковано понад 10 праць, а також укладено оториноларингологічну частину «Орфографічного словника українських медичних термінів» та двотомного «Українсько-латинсько-англійського тлумачного медичного словника». Зараз, на замовлення Міністерства Охорони Здоров'я України, працює в колективі авторів нового видання цього словника.
Особливі зацікавлення в науковій праці — історія оториноларингології, клінічна термінологія, реконструктивна хірургія носа та приносових пазух, спільні проблеми отоларингології й ендокринології, ольфактологія, фармакотерапія в отоларингології, методика викладання у вищій медичній школі.

## Громадська діяльність
Голова Львівського та член Президії Українського наукового товариства оториноларингологів. Ініціатор відродження Українського лікарського товариства у Львові та перший голова відновленого товариства. Член Надзірчої Ради Львівської Богословської Академії. Від 1996 року — дійсний член Наукового товариства ім. Т.Шевченка у Львові.
Від 1966 року працює на кафедрі оториноларингології Львівського медичного інституту, нині — Львівського Національного медичного Університету імені Данила Галицького: асистентом, доцентом, професором, від 1981 до 2002 року — завідувачем кафедри, а потім — професором кафедри.
Був учасником установчих зборів та заступником голови лікарської комісії відродженого Наукового Товариства ім. Шевченка, установчої конференції РУХ'у, співзасновником та заступником голови осередку Товариства Української Мови «Просвіта» головою ініціативного комітету з відродження та членом громадської ради Народної Лічниці, ініціатором відновлення Стрілецьких могил та голодування солідарності зі студентами.
Дійсний член Наукового товариства ім. Шевченка, почесний член: Українського Лікарського Товариства, Польського Товариства Оториноларингологів та Хірургів Голови і Шиї, Литовського Товариства Медичної Реабілітації. Голова Президії Львівського Наукового медичного товариства оториноларингологів. Член редколегії журналу «Acta Medica Leopoliensia». Ініціатор відродження і перший Голова Українського Лікарського Товариства у Львові.
Нагороджений медаллю ім. митрополита Андрея Шептицького «За відродження УГКЦ», медаллю ім. Євгена Озаркевича «За відродження і розвиток Українського лікарського Товариства», Ювілейною медаллю ім. Пшемислава Пєньонжека Польського Товариства Оториноларингологів, Хірургів Голови і Шиї, Почесною Грамотою Верховної Ради України, Почесною Грамотою Архиєпархії УГКЦ " За відродження «Народної Лічниці», багатьма грамотами Університету, міського та обласного управління Охорони Здоров'я, подякою Міністерства Охорони Здоров'я України, Світової Федерації Українських Лікарських Товариств, Українського Лікарського Товариства Північної Америки та ін.

## Літературна творчість
Займається журналістикою, публіцистикою, пише оповідання, новели, есеї, перекладає з польської, німецької, англійської мов. Збірки творів: «На перехрестях життя», «Сміх і гріх», «Проща», публікації в періодичній пресі.